# 相模原市民の歌
「相模原市民の歌」（さがみはらしみんのうた）は、日本の政令指定都市の1市である神奈川県相模原市の市歌。作詞・植村栄輔、補作・勝承夫、作曲および編曲・平井康三郎。

## 解説
1959年（昭和34年）の市制5周年記念事業の一環として制定が企画され、歌詞の一般公募を実施した。制定の趣旨は「市民が普段の生活や集団活動の中で、明るく楽しくうたえる『市民の歌』をつくり、これをとおして愛市の精神をもりたてる」こととされている。
発表は1958年（昭和33年）1月15日の成人式で行われ、現在は市が設置している防災無線「ひばり放送」などで使用されている。作詞者の植村栄輔は後に市立大島小学校、湘南小学校、二本松小学校の校歌および南区麻溝地区の名産であるゴボウのPRを目的に作成された「麻溝ごぼう音頭」の作詞を行った。1963年（昭和38年）に市民音頭「相模原音頭」が制定された際に、ビクターレコード（のちJVCケンウッド・ビクターエンタテインメント）がシングル盤（規格品番：PRB-2034）を作成している。
相模原市に関連する他の楽曲としては、2004年（平成16年）に市制50周年を記念して作成された市民愛唱歌「伝えよう 輝く未来へ」がある。これらの楽曲は市制50周年記念事業で製造されたCD『相模原市の歌集』に収録され希望者に販売を行っていたが、現在は在庫切れとなっている。なお「相模原」を冠する音頭にはいずれも2006年（平成18年）に発表された「新相模原音頭 〜夢のふるさと〜」および「相模原にっこり音頭」があるが、この2曲は「相模原音頭」と異なり市が制定に関与したものではない。

## 備考
市内の行政区では、中央区が2014年（平成26年）に「中央区の歌（イメージソング）」を作成した。
2006年（平成18年）から2007年（平成19年）にかけて相模原市へ編入された旧津久井郡の4町では城山町のみ1981年（昭和56年）制定の町歌「城山わがまち」（作詞・長谷川徳子、補作：森菊蔵、作曲・押尾司）を有していたが、編入に伴い廃止されている。